# Leucochlaena suffusa
Leucochlaena suffusa är en fjärilsart som beskrevs av Tutt 1891. Leucochlaena suffusa ingår i släktet Leucochlaena och familjen nattflyn. Inga underarter finns listade i Catalogue of Life.